# Bitwa pod Rusawą
Bitwa pod Rusawą – starcie zbrojne, które miało miejsce dnia 20 lipca 1674 r. w trakcie walk rosyjsko-tureckich.
Ruchy wojsk moskiewskich na prawobrzeżnej Ukrainie, spowodowały reakcję armii turecko-tatarskiej pod dowództwem sułtana Mehmeda IV. Armia po wymarszu z Cecory skierowała się w stronę Ukrainy, zwracając się przeciwko wojskom moskiewsko-kozackim. Koło Rusawy doszło do bitwy, w której wysłani na przedzie Tatarzy zostali pokonani przez wojska rosyjskie. Wycofujący się Rosjanie przedostali się na lewy brzeg Dniepru. Władza carska na prawym brzegu Dniepru została zlikwidowana. 